# Simone Schwartz-Bart
Simone Schwartz-Bart, nascuda Brumant (Saintes, Charente Marítim 9 de desembre de 1938) és una escriptora guadalupenya. Nasqué a França, però de família originària de Guadalupe que va tornar quan ella tenia tres anys. Estudià a Pointe-à-Pitre, París i Dakar. La seva obra està impregnada d'Àfrica, del Carib i Europa. Als 18, quan encara era estudiant a París, va conèixer a algú que serà decisiuen la seva vida, André Schwarz-Bart, en el moment difícil en què estava escrivint el seu llibre Le Dernier des Justes (Premi Goncourt 1959). Va ser ell qui exhorta Simone a continuar escrivint, perquè hi va trobar el talent d'un gran autor.
Així es compondria una narració a quatre mans amb el seu marit: Un plat de porc aux bananes vertes, una història enmirallada dels exilis antillà i jueu. El 1972 escriuria sola Pluie et vent sur Télumée miracle, que encara avui és considerada una obra mestra de la literatura franco-antillana. « Un best-seller incessant i inesgotable » va dir el novel·lista Patrick Chamoiseau. Simultàniament va escriure Ti jean l'horizon el 1979.
Simone també va escriure per al teatre Ton beau capitaine, sorprenent peça en un sol acte, abans de retrobar al seu marit per a publicar una enciclopèdia de set volums, Hommage à la femme noire, en honor de les heroïnes negres absents de la historiografia oficial.
El setembre de 2006 Simone fou nomenada Comandant de l'Ordre des Arts et des Lettres. Simone també és la mare del saxofonista de jazz Jacques Schwarz-Bart.

## Obres
Narracions
- Un Plat de porc aux bananes vertes (amb André Schwarz-Bart), Seuil, 1967
- Pluie et vent sur Télumée Miracle, Seuil, 1972
- Ti Jean l'horizon, Seuil, 1979 (El món fantàstic de Ti Jean L'horizon, traducció al català de Maria Dolors Orriols i Alberta Font.)[1]

Teatre
- Ton Beau Capitaine, Seuil, 1987.

Assaig
- Hommage à la femme noire (amb André Schwarz-Bart), Éditions Consulaires, 1989, 7 vol.

Novel·les
- Au fond des casseroles, Espoir et déchirements de l'âme créole, Autrement 41, 1989, pp. 174-177.
- Nous n'avons pas vu passer les jours (amb Yann Plougastel). Grasset, 2019.